# Aaviku (Saaremaa)
Aaviku is een plaats in de Estlandse gemeente Saaremaa, provincie Saaremaa. De plaats heeft de status van dorp (Estisch: küla).
Tot in oktober 2017 lag Aaviku in de gemeente Laimjala. In die maand werd Laimjala bij de fusiegemeente Saaremaa gevoegd.

## Bevolking
Het dorp had 32 inwoners op 31 december 2011 en 29 inwoners op 31 december 2021.

## Geschiedenis
In de jaren twintig van de 20e eeuw ontstond op het terrein van het voormalige landgoed van Laimjala een nederzetting, die de naam Aaviku kreeg. In 1977 werd Aaviku herdoopt in Laimjala. In 1997 werd het zuidelijke deel van Laimjala als afzonderlijk dorp afgesplitst. Dat kreeg toen de naam Aaviku.